# Головчатая кость
Головчатая кость (лат. os capitatum) — самая большая из костей запястья, в проксимальном отделе имеет шаровидную головку. Медиальная поверхность головчатой кости сочленяется с крючковидной костью, а латеральная — с трапециевидной костью. Нижняя поверхность кости при помощи плоской суставной площадки сочленяется с основанием III пястной кости; на боковых поверхностях кости есть небольшие суставные поверхности для сочленения с основаниями II и IV пястных костей.